# Porcullosoma connectens
Porcullosoma connectens är en mångfotingart som beskrevs av Kraus 1960. Porcullosoma connectens ingår i släktet Porcullosoma och familjen orangeridubbelfotingar. Inga underarter finns listade i Catalogue of Life.